# Phrygionis argentistriata
Phrygionis argentistriata là một loài bướm đêm trong họ Geometridae.